# Labourdonnaisia richardiana
Labourdonnaisia richardiana là một loài thực vật có hoa trong họ Hồng xiêm. Loài này được Pierre ex Aubrév. mô tả khoa học đầu tiên năm 1974.